# Pseudoyuconia thalictri
Pseudoyuconia thalictri — вид грибів, що належить до монотипового роду  Pseudoyuconia.